# رابرت بیلی جونیور
رابرت بیلی جونیور (به انگلیسی: Robert Bailey, Jr.) (زاده ۱۹۹۰) بازیگر آمریکایی است. از فیلم‌های معروف او می‌توان به بازی در فیلم اتفاق اشاره کرد.